# Peter Shirtliff
Peter Andrew Shirtliff (Barnsley, 6 april 1961) is een Engels voormalig profvoetballer die van 1979 tot 1997 speelde als centrale verdediger, het langst bij Sheffield Wednesday.
Peter Shirtliff was de één jaar oudere broer van Paul Shirtliff, die ook profvoetballer was bij onder meer Sheffield Wednesday, Boston United en Northampton Town. Paul overleed in 2009 aan de gevolgen van kanker. Zijn broer werd 46 jaar oud.

## Clubcarrière
Peter Shirtliff speelde jarenlang voor Sheffield Wednesday, aanvankelijk van 1979 tot 1986 en daarna nogmaals van 1989 tot 1993. De centrale verdediger speelde 292 competitiewedstrijden voor de Owls en won onder de leiding van "Big" Ron Atkinson de League Cup – als tweedeklasser – in 1991. De tegenstander was het Manchester United van Sir Alex Ferguson. In de finale van 1991 volstond een doelpunt van John Sheridan. Datzelfde jaar promoveerde Sheffield naar de Football League First Division en werd daarin prompt derde bij de eerste poging.
Shirtliffs laatste seizoen op Hillsborough eindigde in mineur. Een gebroken arm opgelopen tegen Liverpool eind februari 1993 – waarbij Viv Anderson in het slot een punt redde voor de Owls – zorgde er voor dat de verdediger de finale van de League Cup én de finale van de FA Cup door de neus geboord zag. Sheffield verloor beide finales van Arsenal. Shirtliff verliet Hillsborough na het seizoen 1992/93.
Van 1986 tot 1989, toen hij niet voor Wednesday uitkwam, stond Shirtliff drie seizoenen onder contract bij de toenmalige eersteklasser Charlton Athletic. Tussen 1993 en 1997 speelde Shirtliff voor de tweedeklassers Wolverhampton Wanderers en Barnsley.

## Erelijst
| Competitie          |                     |                     |
| Competitie          | Aantal              | Jaren               |
| Sheffield Wednesday | Sheffield Wednesday | Sheffield Wednesday |
| ------------------- | ------------------- | ------------------- |
| League Cup          | 1×                  | 1990/91             |